# IMBE
IMBE(영어: Improved Multi-Band Excitation)는 MBE의 향상된 버전이다. AMBE(Advanced Multiband Excitation)로도 알려져 있으며 20 ms 프레임에서 8 kHz의 샘플링레이트, 2~9.6 kbit/s의 비트레이트로 작동하는 보코더이다.